# Aeroporto di Gorno-Altajsk

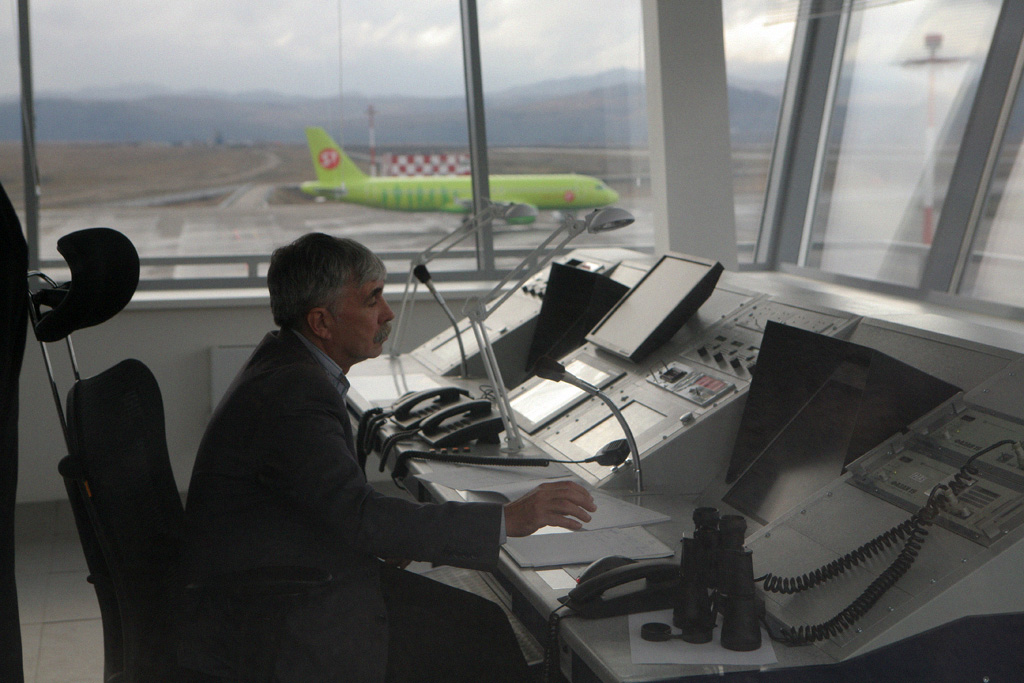
Il primo Airbus A320 della russa S7 Airlines in arrivo a Gorno-Altajsk.

L'aeroporto di Gorno-Altajsk è un aeroporto regionale russo situato a 15 km da Gorno-Altajsk (vicino alla cittadina di Majma), la capitale della Repubblica dell'Altai. La città di Gorno-Altajsk, essendo situata in una conca formatasi nell'ultima glaciazione, non consente grandi spostamenti.

## Storia
L'Aeroporto di Gorno-Altajsk è stato aperto nel 1972.
Nel 1993 sulla base dell'aeroporto è stata creata una compagnia aerea statale che nel 1997 ha dichiarato bancarotta e l'aeroporto di Gorno-Altajsk rimase chiuso per alcuni anni.
Negli anni novanta l'aeroporto è stato chiuso ed il più vicino aeroporto si trovava a 250 km presso la città di Barnaul.
Nel 2004 e nel 2005 è stata fatta l'offerta pubblica delle azioni dell'aeroporto da parte del Governo della Repubblica dell'Altai, ma nessuno si è presentato come acquirente.
Finalmente nel 2007 all'aeroporto sono arrivati i primi aerei dopo 10 anni della compagnia aerea siberiana Sibaviatrans. Nel 2007 l'aeroporto di Gorno-Altajsk è stato preso in gestione dall'aeroporto di Mosca-Šeremet'evo.
Nel 2010 i voli di linea della russa Angara Airlines hanno collegato l'aeroporto di Gorno-Altajsk con l'aeroporto di Novosibirsk-Tolmačëvo.
Il 28 ottobre 2011 il primo Airbus A320 della russa S7 Airlines proveniente dall'aeroporto di Novosibirsk-Tolmačëvo ha effettuato atterraggio sulla nuova pista di classe B dell'aeroporto di Gorno-Altajsk.

## Dati tecnici
L'aeroporto di Gorno-Altajsk è dotato di una pista attiva di 2.300 m x 45 m che permette l'atterraggio/decollo dei seguenti tipi degli aerei: Antonov An-2, Antonov An-24, Antonov An-26, Antonov An-28, Antonov An-148/An-158 Ilyushin Il-114, Yakovlev Yak-40, Antonov An-74, ATR-42, Airbus A320, Airbus A321, Boeing 737, Boeing 757, Tupolev Tu-154M, Tupolev Tu-204, Yakovlev Yak-42, Sukhoi Superjet 100 con un peso massimo al decollo di 102 tonnellate.
Inoltre l'aeroporto di Gorno-Altajsk è attrezzato per gli atterraggi/decolli di tutti i tipi di elicottero.
L'aeroporto di Gorno-Altajsk è aperto 24 ore al giorno grazie al moderno impianto di illuminazione aeroportuale e alla nuova torre di controllo e di navigazione.

## Terminal RGK
Il Terminal Passeggeri dell'aeroporto di Gorno-Altajsk dispone di una superficie circa di 1 5000 m² con la capacità di 200 passeggeri/ora oppure di 2 aerei/ora.
È previsto l'ampliamento del Terminal aeroportuale con la costruzione del nuovo Terminal internazionale dell'aeroporto.

## Dati di traffico
Fonte: OAO "SibMost".

## Strategia
Il programma di ricostruzione dell'aeroporto è collegato con la decisione del Governo della Federazione Russa di creare nella città una zona turistica e ricreativa "La Valle di Altaj" (in russo: Алтайская долина) con uno statuto speciale. La capacità annuale prevista per l'aeroporto modernizzato è pianificata al livello di 1,5 milioni persone/anno.

## Collegamenti con Gorno-Altajsk
TPL
Il Terminal aeroportuale si trova nel comune di Majma a 6 km ad ovest dal centro della città ed è facilmente raggiungibile con la linea 112 del trasporto pubblico locale prolungata fino all'aeroporto in coincidenza con gli arrivi e le partenze dei voli di linea.